# Các quốc gia Arakan
Dân tộc Arakan (hiện nay ở Myanmar gọi là dân tộc Rakhine) là một dân tộc định cư lâu đời ở Myanmar. Trong quá khứ, người Arakan có quốc gia riêng ở phần phía tây của Myanmar hiện đại. Các quốc gia Arakan nối tiếp nhau tồn tại đến tận cuối thế kỷ 18.

## Các quốc gia trong huyền sử
Theo truyền thuyết của người Rakhine (còn gọi người Arakan), vua Marayu lập nên quốc gia độc lập đầu tiên của người Arakan thành lập vào năm 3.325 trước Công nguyên. Vương quốc ấy gọi là "Dhanyawadi" có nghĩa là đất "được ban mùa màng bội thu". Người ta đã phát hiện những bằng chứng khảo cổ học có niên đại nửa sau thế kỷ 1 Công nguyên ở thành phố Dhanyawadi.
Dhanyawadi cổ đại, nằm ở sườn phía tây của rặng núi giữa sông Kaladan và sông Lê-mro. Thành phố có tường bao bằng gạch, chu vi khoảng 9,6 km, bao quanh một diện tích khoảng 4,42 km vuông. Ngoài các bức tường thành còn có một con hào rộng mà đến nay vẫn có thể nhận ra dù đã bị bao phủ bởi những cánh đồng. Những tàn tích của các thành quách bằng gạch vẫn còn dọc theo dãy núi đồi bảo vệ thành phố từ phía tây. Trong thành phố, một bức tường tương tự và hào sâu bao quanh khu vực hoàng cung rộng khoảng 0,26 km vuông, và một bức tường thành khác bao quanh chính cung điện. Những bức ảnh trên không cho thấy hệ thống kênh mương thủy lợi, bể chứa, của Dhanyawad I ngay trung tâm hoàng cung.

## Waithali
Người ta cho rằng trung tâm quyền lực của người Arakan chuyển từ Dhanyawadi tới Waithali trong thế kỷ 6. Waithali là quốc gia Arakan bị Ấn Độ hóa rõ nhất trong các quốc gia Arakan trong lịch sử. Song giống như tất cả các quốc gia Arakan, Vương quốc Waithali dựa trên thương mại giữa phía Đông (các thị quốc Pyu, Trung Quốc, các quốc gia Môn) và phía Tây (Ấn Độ, Bengal, và Ba Tư).
Theo bia ký Anandacandra, được khắc vào khoảng năm 729, người Waithali thực hành Phật giáo Đại thừa, và tuyên bố rằng các vua Waithali là con cháu của thần Hindu Shiva.
Một số tượng Phật quan trọng nhưng bị hư hỏng nặng đã được phát hiện ở Letkhat-Taung, một ngọn đồi phía đông quần thể các cung điện cũ. Những bức tượng này được xem là vô giá, giúp người đời sau hiểu được những kiến trúc kiểu Waithali, và cũng hiểu được mức độ ảnh hưởng của đạo Hindu ở vương quốc này.
Theo truyền thuyết địa phương, Shwe-taung-gyi (nghĩa là "Đồi Vàng Lớn"), một ngọn đồi phía đông bắc của quần thể cung điện có thể là nơi chôn cất của một vị vua Pyu thế kỷ 10.
Các đấng cai trị của Vương quốc Waithali được gọi là triều đại Chandra, bởi vì họ sử dụng Chandra trên các đồng tiền kim loại của Waithali. Thời kỳ Waithali được nhiều người xem là khởi đầu của thời đại tiền đúc Arakan - sớm hơn gần một thiên niên kỷ so với người Miến. Trên mặt trái của các đồng xu, có biểu tượng Srivatsa (tiếng Arakan và tiếng Myanmar đều là Thiriwutsa), trong khi mặt trước có hình con bò, biểu tượng của triều đại Chandra, và phía dưới có khắc tên nhà vua bằng tiếng Phạn.
Waithali sụp đổ vào thế kỷ 10 do sự xâm lấn của các sắc tộc Tạng-Miến Điện (người Miến Điện) từ Tây Tạng.

## Mrauk U
Mrauk U hay Diệu Ô (妙烏) là một quốc gia cổ cuối cùng của người Arakan, tồn tại từ năm 1430 đến năm 1784.
Năm 1430, vua Min Saw Mon lập nên vương quốc này và đóng đô ở Mrauk U (nay là một thị xã ở phía bắc bang Rakhine). Ở thời cực thịnh, Mrauk U kiểm soát một nửa Bangladesh hiện đại, bao gồm cả Dhaka và Chittagong, toàn bộ bang Rakhine hiện đại, và phần phía tây của Hạ Miến. Trong thời gian đó, các vị vua của vương quốc này đã cho đúc tiền kim loại ghi bằng tiếng Rakhine, tiếng Kufic và tiếng Bengal. Khi thịnh vượng, họ xây dựng nhiều chùa và đền thờ, trong đó nhiều công trình vẫn tồn tại đến tận ngày nay. Đáng chú ý nhất là chùa Shite-thaung, chùa Htukkanthein, chùa Koe-thaung.

## Hình ảnh

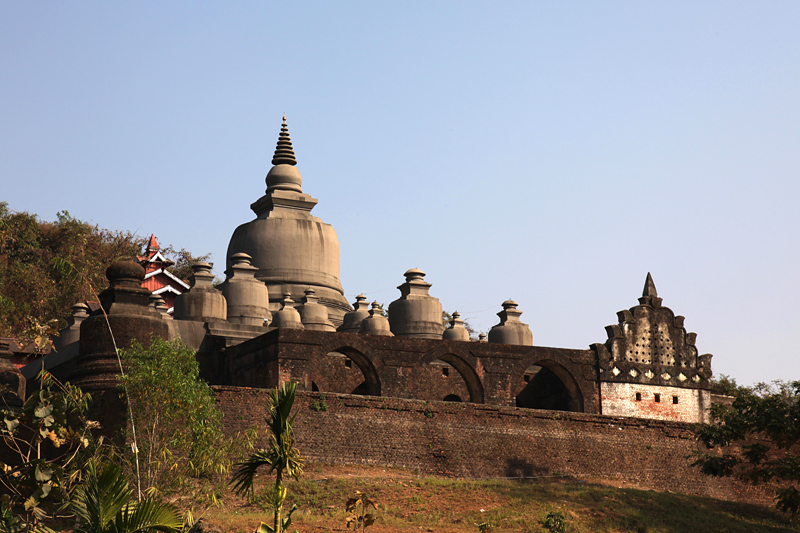
Chùa Shite-thaung
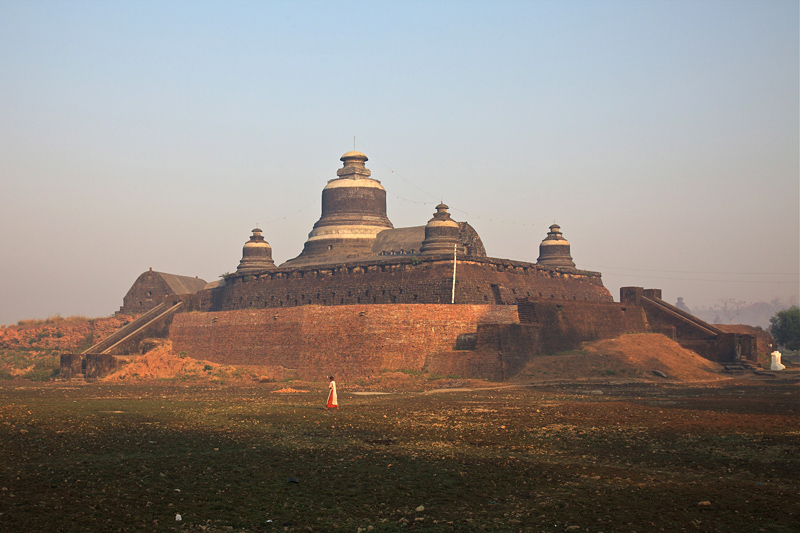
Chùa Htukkanthein
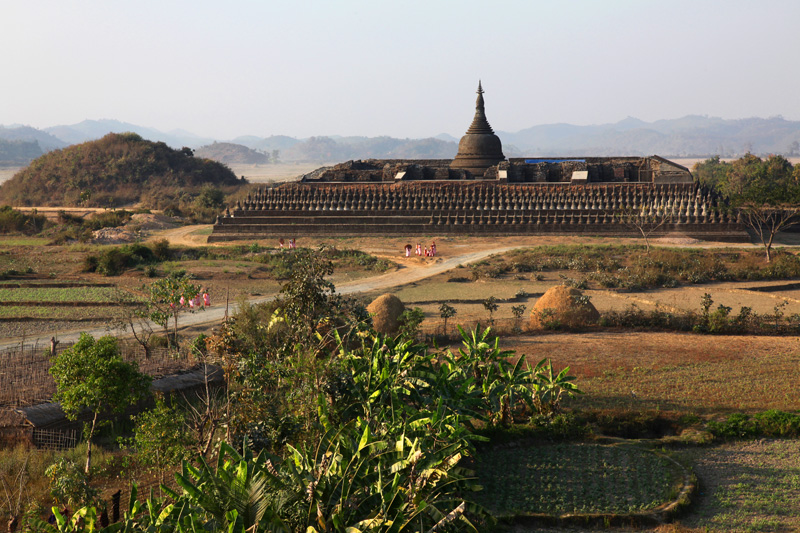
Chùa Koe-thaung